# Prenez garde aux chiens
Prenez garde aux chiens est un collectif d'humoristes créé à Québec en 2002. 

## Présentation
Le collectif se démarque principalement par son humour au contenu social et politique, qui rappelle à certains égards les Guignols de l’info (France), Saturday Night Live (États-Unis) et les Monty Python (Grande-Bretagne).[réf. nécessaire]
La politique est un sujet de prédilection pour ces humoristes. Bon nombre de leurs sketchs dépeignent les politiciens Québécois et Canadiens dans un style qui se rapproche de la caricature.
Le collectif n’hésite cependant pas à s’adonner à l’humour burlesque, comme en témoigne la série Les Grands personnages, qui présente des entrevues hors de l’ordinaire menées par Charles Rose, clin d’œil à l’animateur américain Charlie Rose. Beethoven, Lénine et Bonaparte figurent notamment parmi les victimes de cet animateur.
Prenez garde aux chiens demeure tout de même un groupe essentiellement axé sur l'humour à contenu. La critique sociale y est pétillante et percutante, telle une sorte de miroir qui offre au téléspectateur l'occasion de s'interroger sur ses propres idées et convictions.

## Internet
Le web a réellement permis au collectif Prenez garde aux chiens de prendre son envol.[réf. nécessaire]
Quelques-uns de leur sketchs ont littéralement fait le tour du Canada, si ce n'est le tour du monde. La parodie du message franglais de Justin Trudeau a trouvé échos du côté de la CBC Toronto, le journal Globe and Mail, le magazine Maclean's. L'imitation de Georges Brassens, chantant La femme de Sarko, a aussi attiré les regards de dizaines de milliers d'internautes, particulièrement en France. Le sketch Écoloman, qui caricature les écologistes extrémistes, s'est attiré pas moins de 100 000 visionnements en quelques jours.

## Historique
En 2002, David Lemelin contacte quelques-uns de ses amis, dont Dave Boissonneault pour mettre sur pied le projet d’émission télé d’humour. 
De fil en aiguille s’ajoute Marc Takerkart, Jacques Nadeau et Jacques Ferland. Puis Érika Leclerc-Marceau et Rudy Magnan humoristes diplômées de l’École nationale de l’humour, rejoignent le groupe, tout comme le comédien de théâtre Benoît Paré. Enfin, André Lantin complète la formation.
Des essais sont effectués à partir des premiers textes rédigés. Après deux années à peaufiner son style, le collectif en vient à déposer son projet en bonne et due forme. 
Afin de vérifier l’intérêt du public pour leur style d’humour, le collectif décide de rendre disponible sur Internet quelques sketchs choisis parmi ceux qui ont été réalisés. La réponse est étonnante. Le public embarque, l’engouement est bien réel. Plus de 100 000 visionnements de leur sketchs sont enregistrés sur youtube en quelques mois seulement. [réf. nécessaire]
Fort de la réponse du public, le collectif fait le saut à la télévision sur Vox, à la grandeur du Québec. Une première saison de 10 émissions est réalisée à l'automne 2007. La première diffusion a lieu le 2 octobre. Quelques moments forts marquent cette saison : le personnage de Lucide Bûchard, le maire Gens Tremblez, le jeu de société Killer Gun, la parodie du film 300, l'attachant Sooper Dooper Jack, Pauline Marois qui peine en anglais et l'increvable Fidel Castro.
Avant la fin du tournage de la première saison, le comédien Claude Montminy se joint au groupe. Il complète, avec David et Érika, le trio responsable des textes.
Une deuxième saison télé a été présentée sur les ondes de Vox, à l'automne 2008. C'est au cours de celle-ci que l'on a pu voir, à l'écran, les sketchs qui ont particulièrement attiré l'attention du public et des médias sur le groupe, à savoir la parodie de Justin Trudeau, Georges Brassens chantant La femme de Sarko et l'excessif Écoloman. Prenez garde aux chiens a aussi diffusé des sketchs tels que le Québec, un Tanguy, la chanson C'est Gérald Larose, une satire inspirée de l'affaire Couillard-Bernier devenue l'affaire Couillon-Berné, ou encore leur imitation de l'intempestif maire de Québec Régis Labeaume.
À l'automne 2009, le groupe a été approché par l'équipe d'Infoman, afin que Prenez garde aux chiens fournissent des sketchs à l'émission de Jean-René Dufort, diffusée à la télévision de Radio-Canada. On a pu voir, jusqu'à présent, un sketch concernant le voyage dans l'espace du fondateur du Cirque du Soleil, Guy Laliberté.
Prenez garde aux chiens espère toujours obtenir sa propre série à la télé.

## La Meute
- Marie-Josée Belley (webmestre)
- Dave Boissonneault (réalisateur et caméraman)
- Jacques Ferland (musicien)
- André Lantin (comédien)
- Érika Leclerc-Marceau (auteure et comédienne)
- David Lemelin (auteur et comédien)
- Rudy Magnan (comédien)
- Claude Montminy (auteur et comédien)
- Benoît Paré (comédien)
- Marc Takerkart (direction technique et montage)
- Lucie Trottier (comédienne)